# Zrinski Topolovac
Zrinski Topolovac (maďarsky Tapalóc) je vesnice a správní středisko stejnojmenné opčiny v Chorvatsku v Bjelovarsko-bilogorské župě. Nachází se asi 16 km severozápadně od Bjelovaru. V roce 2011 žilo v Zrinském Topolovaci 608 obyvatel, v celé opčině pak 890 obyvatel, Zrinski Topolovac je tak po opčině Severin druhou nejmenší opčinou v Bjelovarsko-bilogorské župě.
Do roku 1900 se vesnice nazývala pouze Topolovac, poté byla podle rodu Zrinských přejmenována na Zrinski Topolovac.
Součástí opčiny jsou celkem tři trvale obydlené vesnice.
- Jakopovac – 138 obyvatel
- Križ Gornji – 144 obyvatel
- Zrinski Topolovac – 608 obyvatel

Opčinou procházejí župní silnice Ž2143, Ž2181, Ž2212, Ž3003 a Ž3004.